# Uuenjänkänoja
De Uuenjänkänoja  is een beek in het noorden van Zweden, stroomt door een gebied met moerasen tussen bergen door, komt in een meer met moerassen eromheen, het Vikeväjärvi, uit en is ongeveer vier kilometer lang.